# Jon Lovitz
Jonathan Michael "Jon" Lovitz (sinh ngày 21 tháng 7 năm 1957) là một diễn viên, diễn viên hài và ca sĩ người Mỹ. Ông được biết đến nhiều nhất với vai diễn trong Saturday Night Live từ năm 1985 đến năm 1990.

## Tuổi thơ
Lovitz có tên khai sinh là Jonathan Michael Lovitz, sinh tại Tarzana, California ngày 21 tháng 7 năm 1957.